# براندون تومسون
براندون تومسون (بالإنجليزية: Brandon Thompson)‏ هو لاعب كرة قدم أمريكية أمريكي، ولد في 19 أكتوبر 1989 في توماسفيل في الولايات المتحدة.

## وصلات خارجية
- براندون تومسون على موقع إي إس بي إن.كوم (أن.أف.أل)3
- براندون تومسون على موقع مرجع كرة القدم المحترفة.كوم (الإنجليزية)